# Simoselaps bertholdi
Simoselaps bertholdi is een slangensoort uit de familie koraalslangachtigen (Elapidae).

## Naam en indeling
De wetenschappelijke naam van de soort werd voor het eerst voorgesteld door Giorgio Jan in 1859.
De soortaanduiding bertholdi is een eerbetoon aan Arnold Adolph Berthold van de Georg-August-Universität Göttingen, waarvan het exemplaar afkomstig was dat Jan beschreef. S. bertholdi is de typesoort van het geslacht Simoselaps.

## Verspreiding en habitat
De soort komt endemisch voor in delen van Australië en leeft in de deelstaten Noordelijk Territorium, West-Australië en Zuid-Australië. De habitat bestaat uit savannen, scrublands, woestijnen en zandduinen in kustgebieden. Het is een van de meest voorkomende Australische woestijnslangen.

## Uiterlijke kenmerken
Het lichaam van de slang heeft een oranje kleur met zwarte banden; de kop is bruin en crèmekleurig. Het is een kleine slang; de gemiddelde lengte is 20 tot 30 centimeter.

## Levenswijze
Het is een bodembewoner die overdag schuilt in de strooisellaag of onder een steen of afgevallen takken. 's Nachts komt de slang in actie; en voedt zich vooral met hagedissen zoals skinken. Simoselaps bertholdi wordt niet beschouwd als een gevaarlijke slang; de beet is wel giftig maar blijkt niet fataal voor de mens.

## Beschermingsstatus
Door de internationale natuurbeschermingsorganisatie IUCN is de beschermingsstatus 'veilig' toegewezen (Least Concern of LC).